# Diocesi di Demetriade
La diocesi di Demetriade (in latino Dioecesis Demetracensis) è una sede soppressa e sede titolare della Chiesa cattolica.

## Storia
Demetriade, le cui rovine si trovano nei pressi di Volo, è un'antica sede vescovile della provincia romana di Tessaglia in Grecia, suffraganea dell'arcidiocesi di Larissa nel patriarcato di Costantinopoli. Nella Notitia Episcopatuum attribuita all'imperatore Leone VI (inizio X secolo), Demetriade appare al primo posto tra le suffraganee di Larissa. La diocesi fu in seguito elevata al rango di sede metropolitana, ed è ancora oggi una sede della Chiesa di Grecia con il nome di metropolia di Demetriade e Almyros e con sede a Volo.
In seguito alla quarta crociata, fu istituita una diocesi di rito latino, di cui sono noti una decina di vescovi tra XIII e XV secolo. Il primo vescovo noto è un anonimo, a cui papa Innocenzo III ordinò di sottomettersi all'arcivescovo latino di Larissa, probabilmente questo vescovo era di rito bizantino. Un altro anonimo vescovo fu nominato nel 1212, ma a causa di alcuni impedimenti non poté prendere possesso della sua sede, finché non ne fu liberato il 7 maggio dello stesso anno. Ma certamente questo vescovo non prese comunque possesso della sede di Demetriade, perché il 25 maggio dello stesso anno Bartolomeo, vescovo di Cardicio, fu nominato amministratore apostolico della diocesi, fino alle sue dimissioni nel 1217.
Altri vescovi sono documentati nel XIV e XV secolo, ma sembrano vescovi titolari, non residenziali. Non sono noti altri vescovi titolari, fino agli inizi del XX secolo, quando Demetriade è annoverata tra le sedi vescovili titolari della Chiesa cattolica; la sede è vacante dal 2 agosto 1979. Il titolo è stato assegnato a due soli vescovi: Pierre-Marie-David Le Cadre, vicario apostolico delle Isole Marchesi (oggi diocesi di Taiohae o Tefenuaenata); e Francis Arthur Carvalho, vescovo ausiliare di Madras e Mylapore.

## Cronotassi

### Vescovi
- Anonimo † (menzionato nel 1208)
- Anonimo † (menzionato nel 1212)
  - Bartolomeo † (25 maggio 1212 - 2 aprile 1217 dimesso) (amministratore apostolico)[3]

### Vescovi titolari
- Nicola † (? - 10 maggio 1386 nominato vescovo di Monteverde)
- Giorgio, O.P. † (circa 1390/1426)
- Pietro † (? deceduto)
- Arnaldo Roberti, O.F.M. † (30 agosto 1429 - ?)
- Rodrigo Regnia, O.F.M. † (4 febbraio 1437 - ?)
- Giovanni Fabri, O.E.S.A. † (13 gennaio 1441 - ?)
- Giovanni di Poriaco † (1º settembre 1447 - ?)
- Pierre-Marie-David Le Cadre, SS.CC. † (5 gennaio 1921 - 21 novembre 1952 deceduto)
- Francis Arthur Carvalho † (13 dicembre 1952 - 2 agosto 1979 deceduto)